# لوري ديفيد
لوري ديفيد (بالإنجليزية: Laurie David)‏ هي وكيلة مواهب وكاتبة سيناريو أمريكية، ولدت في 22 مارس 1958.

## وصلات خارجية
- لوري ديفيد على موقع IMDb (الإنجليزية)
- لوري ديفيد على موقع قاعدة بيانات الأفلام السويدية (السويدية)
- لوري ديفيد على موقع قاعدة بيانات الفيلم (الإنجليزية)
- لوري ديفيد على موقع كينوبويسك (الروسية)